# 落合町 (名古屋市)
落合町（おちあいちょう）は、愛知県名古屋市北区にある地名。丁番を持たない単独町名である。住居表示未実施。

## 地理
名古屋市北区の北西部に位置する。東は西味鋺・五反田町、西は楠町如意字新堀・楠町味鋺字落合、南は楠町味鋺字落合、北は玄馬町に接する。

## 歴史

### 町名の由来
味鋺の字落合に由来する。落合は川の水が落ち合っている地であることによるという。

### 沿革
- 1978年（昭和53年）8月27日 - 楠町如意（字長ノ島・火ノ爪・新堀の各一部）・大字味鋺（字落合の一部）の各一部により成立[1]。

## 世帯数と人口
2022年（令和4年）1月1日現在の世帯数と人口は以下の通りである。
| 町丁   | 世帯数  | 人口 |
| ------ | ------- | ---- |
| 落合町 | 159世帯 | 59人 |

### 人口の変遷
国勢調査による人口の推移
| 2000年（平成12年） | 256人 | [ WEB 6 ]  |  |
| 2005年（平成17年） | 249人 | [ WEB 7 ]  |  |
| 2010年（平成22年） | 235人 | [ WEB 8 ]  |  |
| 2015年（平成27年） | 337人 | [ WEB 9 ]  |  |
| 2020年（令和2年）  | 342人 | [ WEB 10 ] |  |

## 学区
市立小・中学校に通う場合、学校等は以下の通りとなる。また、公立高等学校に通う場合の学区は以下の通りとなる。なお、小・中学校は学校選択制度を導入しておらず、番毎で各学校に指定されている。
| 小学校                                      | 中学校                                | 高等学校 |
| ------------------------------------------- | ------------------------------------- | -------- |
| 名古屋市立西味鋺小学校 名古屋市立楠西小学校 | 名古屋市立北中学校 名古屋市立楠中学校 | 尾張学区 |

## 施設
- 名古屋落合郵便局
- 名古屋スバル自動車
- 名古屋市上下水道局落合ポンプ所

名古屋市上下水道局北部名城水処理事務所守山水処理センター管轄のポンプ所。毎分1020立方メートルの総排水能力をもつ。
- 名古屋環境分析センター
- 東海カッター興業本社工場

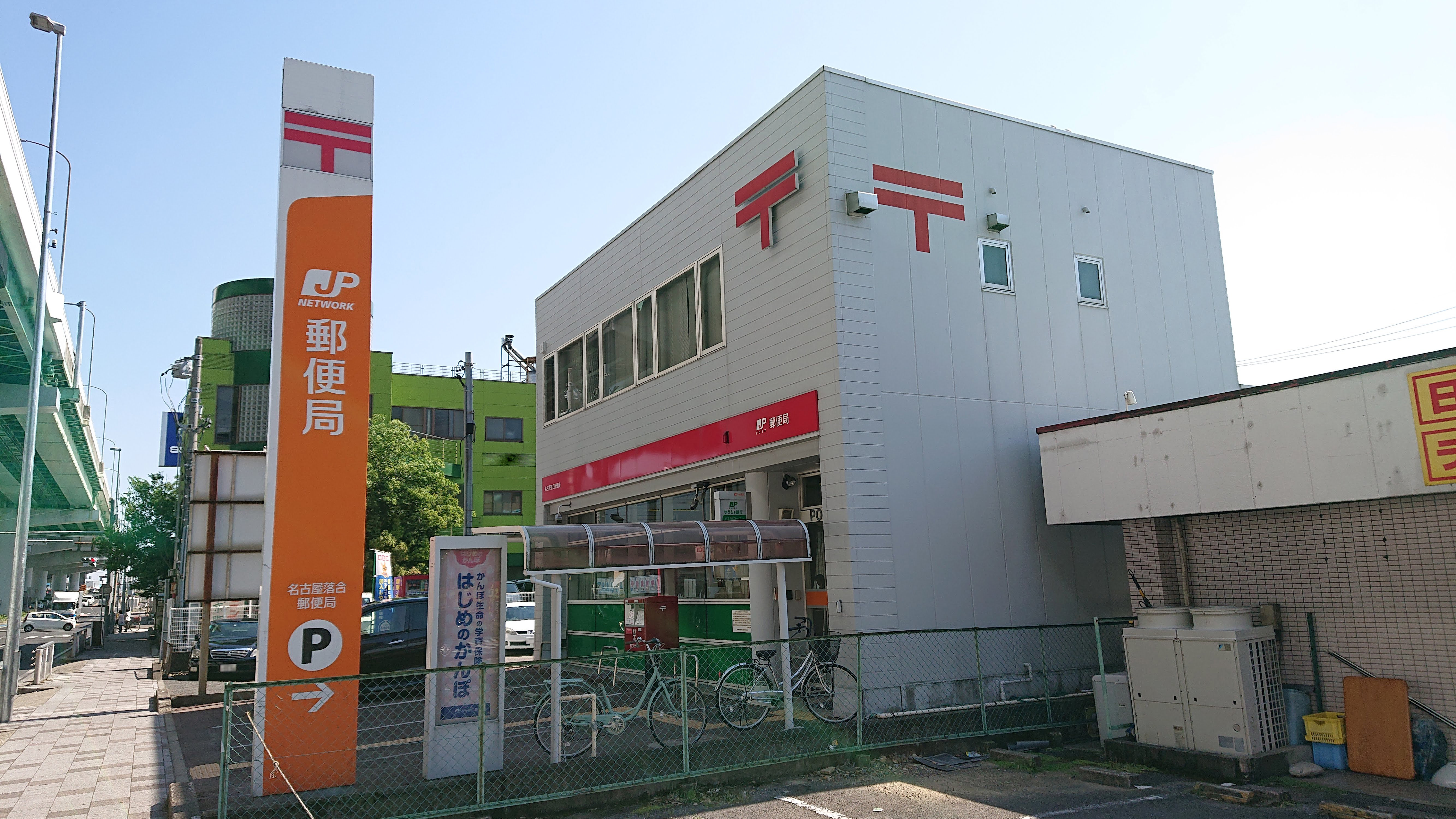
名古屋落合郵便局（2019年5月）
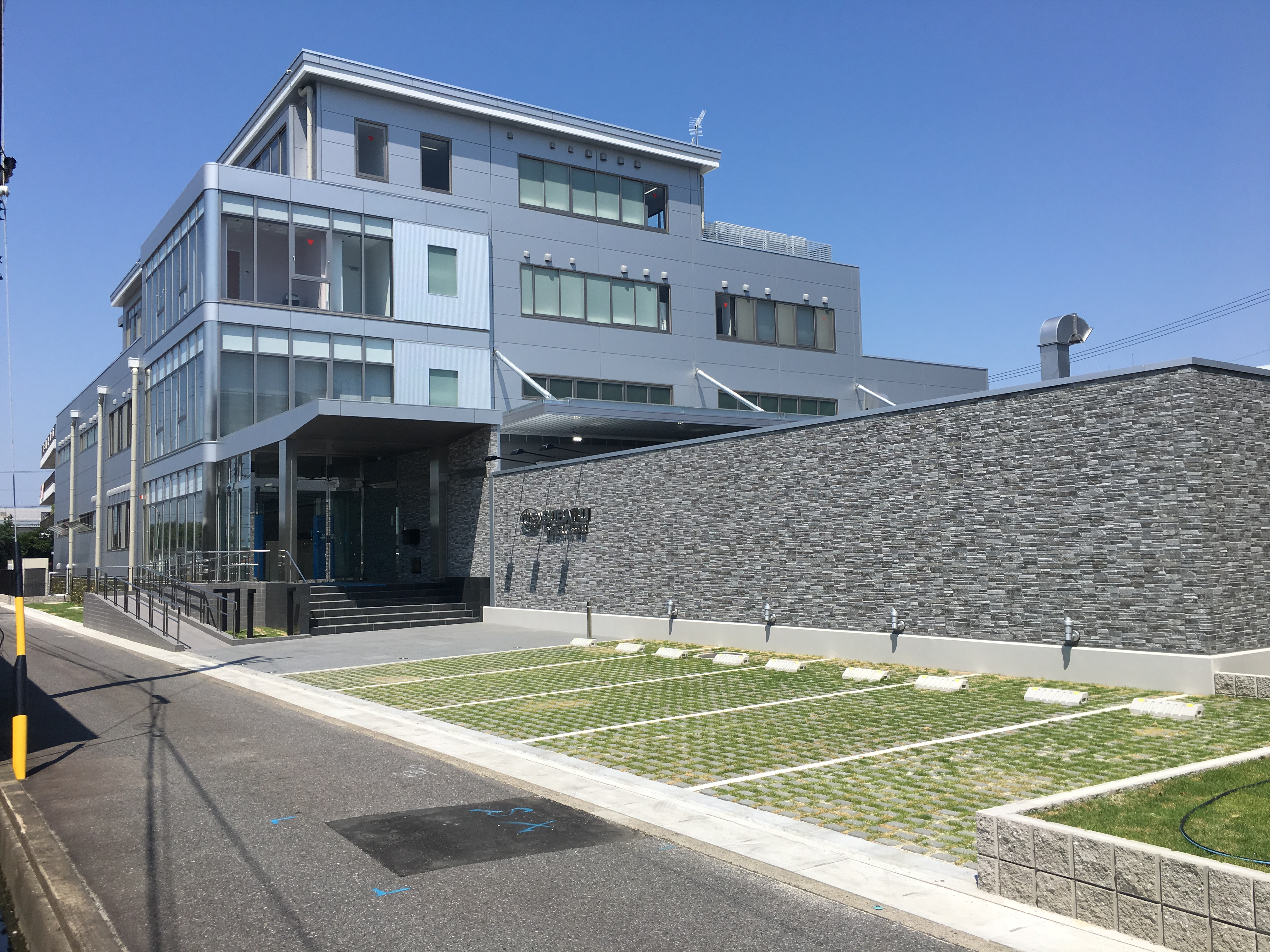
名古屋スバル自動車本社（2016年8月）
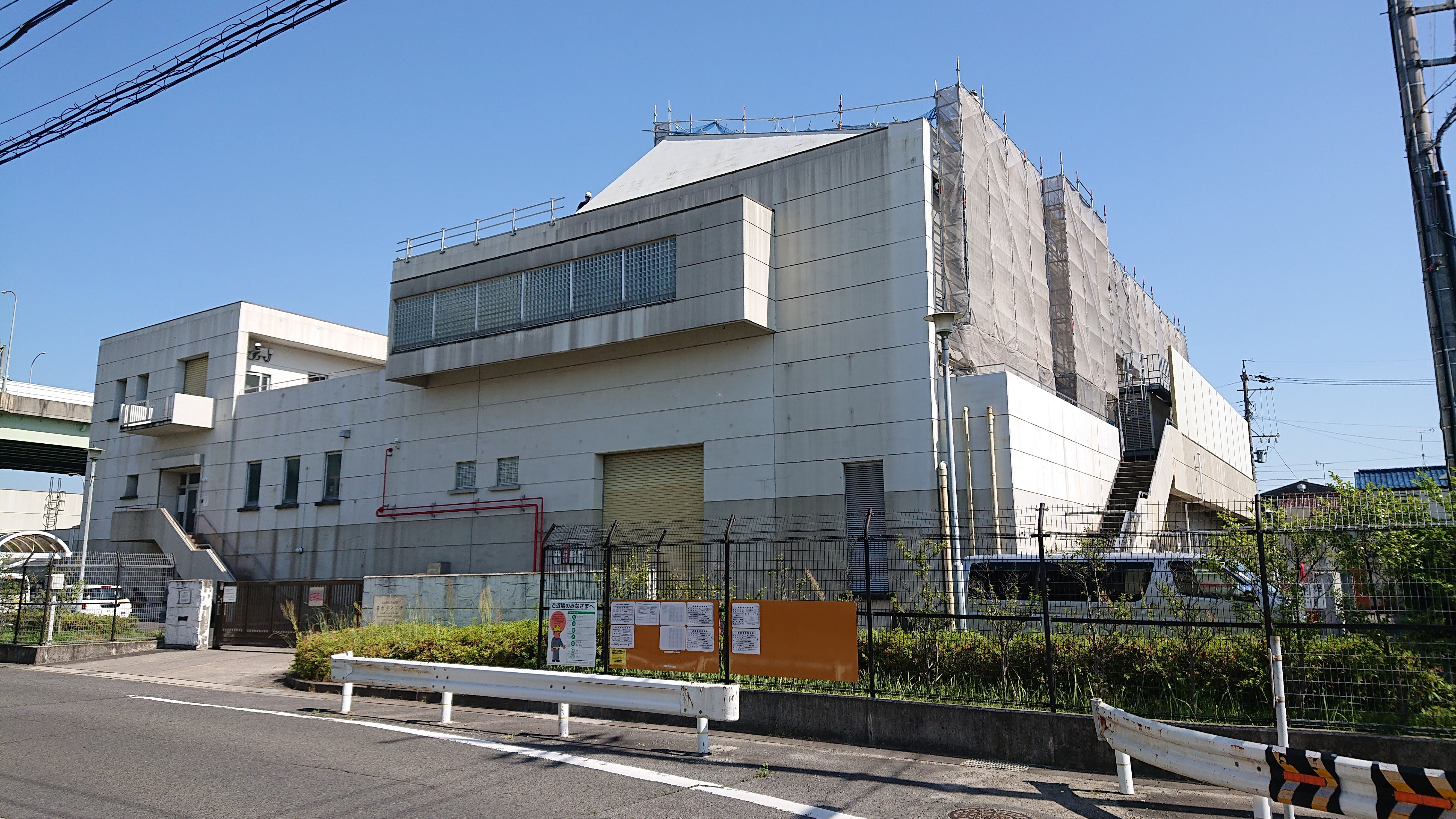
名古屋上下水道局落合ポンプ所（2019年5月）

## その他

### 日本郵便
- 郵便番号 : 462-0017[WEB 3]（集配局：名古屋北郵便局[WEB 14]）。

### WEB
1. ↑  “愛知県名古屋市北区の町丁・字一覧”.   人口統計ラボ. 2017年10月7日閲覧。
2. 1 2  “町・丁目(大字)別、年齢(10歳階級)別公簿人口(全市・区別)”.   名古屋市. 2022年3月31日閲覧。
3. 1 2  “郵便番号”.  日本郵便. 2019年1月6日閲覧。
4. ↑  “市外局番の一覧”.   総務省. 2019年1月6日閲覧。
5. ↑  名古屋市役所市民経済局地域振興部住民課町名表示係 (2015年10月21日). “北区の町名一覧”.   名古屋市. 2017年10月7日閲覧。
6. ↑  名古屋市役所総務局企画部統計課統計係 (2005年7月1日). “（刊行物）名古屋の町(大字)・丁目別人口 (平成12年国勢調査) 北区” (xls). 2017年10月8日閲覧。
7. ↑  名古屋市役所総務局企画部統計課統計係 (2007年6月29日). “平成17年国勢調査　名古屋の町(大字)別・年齢別人口 北区” (xls). 2017年10月8日閲覧。
8. ↑  名古屋市役所総務局企画部統計課統計係 (2012年6月29日). “平成22年国勢調査　名古屋の町(大字)別・年齢別人口 北区” (xls). 2017年10月8日閲覧。
9. ↑  名古屋市役所総務局企画部統計課統計係 (2017年7月7日). “平成27年国勢調査　名古屋の町(大字)別・年齢別人口” (xls). 2017年10月8日閲覧。
10. ↑  “データセット情報 国勢調査 / 令和２年国勢調査 / 小地域集計　（主な内容：基本単位区別，町丁・字別人口など） 23：愛知県”.   独立行政法人統計センター. 2022年3月31日閲覧。
11. ↑  “市立小・中学校の通学区域一覧”.   名古屋市 (2018年11月10日). 2019年1月14日閲覧。
12. ↑  “平成29年度以降の愛知県公立高等学校（全日制課程）入学者選抜における通学区域並びに群及びグループ分け案について”.   愛知県教育委員会 (2015年2月16日). 2019年1月14日閲覧。
13. 1 2  “落合ポンプ所運転状況”.   名古屋市上下水道局. 2019年5月9日閲覧。
14. ↑  郵便番号簿 平成29年度版 - 日本郵便. 2019年01月06日閲覧 (PDF)

### 文献
1. 1 2  名古屋市北区役所市民室『北区 私たちのまち』名古屋市北区役所、1979年3月、53頁。
2. ↑  「角川日本地名大辞典」編纂委員会編『角川日本地名大辞典 23 愛知県』角川書店、1989年、330頁。ISBN 4-04-001230-5。